# چو ته
چو ته (یا ژو ده) (به چینی: 朱德) ‏ (زاده ۱ دسامبر ۱۸۸۶ – درگذشته ۶ ژوئیه ۱۹۷۶) یک فرد نظامی بود. او اولین معاون رئیس جمهور چین اولین فرمانده کل ارتش چین و همچنین هبر سیاسی حزب کمونیست چین بود.
وی در استان سیچوآن چین متولد شد. او سرنجام در سال ۱۹۷۶ در پکن از دنیا رفت. 